# 多托
多托（1959年10月—），男，藏族，西藏班戈人，中华人民共和国政治人物，曾任西藏自治区人民政府副主席，中共西藏自治区党委常委，现任西藏自治区人大常委会副主任。